# Comité de défense des travailleurs frontaliers

Le CDTF (ou C.D.T.F, acronyme de Comité de Défense des Travailleurs Frontaliers) est une association basée à Saint-Louis, créée en 1958 et présidée par Jean-Luc Johaneck. Elle a pour objectif de défendre les intérêts des travailleurs Frontaliers.